# José Álvarez Rodríguez
José Álvarez Rodríguez (ur. 14 października 1913 w Sorriba, zm. 16 sierpnia 1936 Fuente el Fresno) – hiszpański franciszkanin, subdiakon, męczennik chrześcijański i błogosławiony Kościoła rzymskokatolickiego.

## Życiorys
Urodzony w Sorribie w gminie Cistierna (León) 14 października 1913 roku. Był synem ubogich rolników Vidala i Natividad Rodríguez. Małżeństwo miało pięcioro dzieci. José został ochrzczony w swej rodzinnej parafii 19 października 1913 roku. Rodzeństwo zostało wcześnie osierocone przez oboje rodziców. Ich wychowaniem zajęło się wujostwo Avelino i Illuminada, mieszkający w Valle de las Casas (León). Starsza siostra Radegonda wstąpiła do klarysek w Madridejos (Toledo). Dzięki listom wywarła wpływ na José, który wstąpił do niższego seminarium franciszkanów prowadzonego w Alcázar de San Juan (Ciudad Real) 10 września 1926 roku. Po trzech latach zdecydował się na rozpoczęcie nowicjatu. Obłóczyny odbyły się w Arenas de San Pedro (Ávila) 20 maja 1929 roku. Pierwszą profesję zakonną złożył 21 maja 1930, razem z br. José de Vega Pedraza.
José przeznaczony został do stanu duchownego. Studia filozoficzno-teologiczne odbywał najpierw w Pastranie (1930–1933), następnie w Consuegra (1933–1936). Podczas studiów w Consuegra został ukarany wraz z całą grupą za brak szacunku względem wychowawcy o. Benigno Prieto. Karę zaakceptował i przez miesiąc przebywał w domu nowicjackim. Profesję uroczystą złożył 17 sierpnia 1935 roku. Jesienią otrzymał tonsurę i święcenia niższe, a 6 czerwca 1936 roku w Ciudad Real został subdiakonem. Po wybuchu hiszpańskiej wojny domowej został rozstrzelany wraz ze współbraćmi z konwentu w Boca de Balondillo (Fuente el Fresno, Ciudad Real) 16 sierpnia 1936 roku.

## Beatyfikacja
Br. Álvarez Rodríguez OFM został ogłoszony błogosławionym wraz z innymi 497 męczennikami hiszpańskimi przez papieża Benedykta XVI na Placu Świętego Piotra 28 października 2007 roku. Mszy przewodniczył prefekt Kongregacji Spraw Kanonizacyjnych kardynał José Saraiva Martins.
Wspomnienie liturgiczne obchodzone jest jako obowiązkowe przez zakony franciszkańskie na terenie Hiszpanii, przypada 6 listopada.